# Soldadura oxiacetilénica

Estación de trabajo para soldadura y oxicorte con oxígeno-acetileno

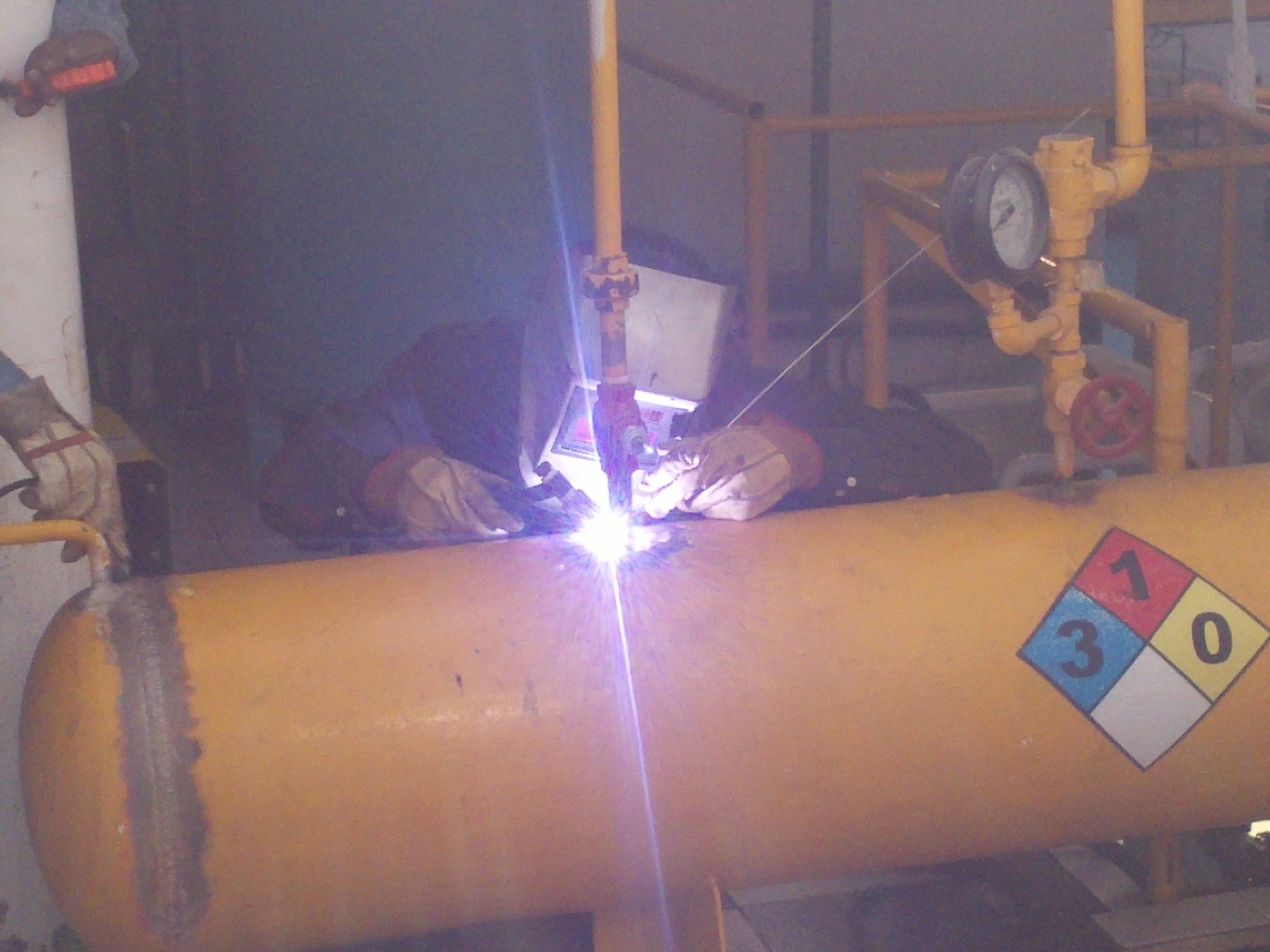
Reparación de tanque de amoníaco sujeto a presión utilizando soldadura autógena

La soldadura oxiacetilénica es un tipo de soldadura autógena. Se puede efectuar como soldadura homogénea, debido a la fusión de piezas, ya sea con o sin aportación de material dependiendo de si el material de aportación es o no del mismo tipo que el de base; o sin aporte de material como soldadura autógena.
Se usa un soplete que utiliza oxígeno como comburente y acetileno como combustible, el cual es capaz de soportar temperaturas superiores a los 3100 °C.
Se puede soldar cobre, acero, aluminio, latón, etc.